# Liga Premier de Bermudas 2021-22
La Liga Premier de Bermudas 2021-22 fue la edición número 59 de la Liga Premier de Bermudas.

## Formato
En esta temporada participaron 11 equipos los cuales jugaron entre sí mediante sistema de todos contra todos dos veces totalizando 20 partidos cada uno. Al término de la temporada el club con mayor puntaje se proclamó campeón y de cumplir los requisitos podrá participar en la Copa Caribeña de Clubes Concacaf 2023, por otro lado los tres últimos clasificados descendieron a la Primera División de Bermudas; ya que la temporada 2022-23 disminuirán a 10.

## Equipos participantes
| Pos.   | Equipo                 |
| ------ | ---------------------- |
| 1      | North Village Rams     |
| 2      | Dandy Town Hornets     |
| 3      | Robin Hood FC          |
| 4      | PHC Zebras             |
| 5      | Somerset Trojans       |
| 6      | Southampton Rangers SC |
| 7      | Devonshire Cougars     |
| 8      | X-Roads Warriors       |
| 9      | Somerset Eagles RC     |
| 1 (SD) | Devonshire Colts       |
| 2 (SD) | St. George's Colts     |

## Tabla de posiciones
Actualizado el 11 de Abril de 2022.
| Pos. | Equipo                     | PJ | PG | PE | PP | GF | GC | DG  | Pts. | Clasificado a                                   |
| ---- | -------------------------- | -- | -- | -- | -- | -- | -- | --- | ---- | ----------------------------------------------- |
| 1    | Dandy Town Hornets (C)     | 20 | 18 | 1  | 1  | 59 | 15 | +44 | 55   | Campeón y Copa Caribeña de Clubes Concacaf 2023 |
| 2    | PHC Zebras                 | 20 | 15 | 3  | 2  | 83 | 23 | +60 | 48   |                                                 |
| 3    | Devonshire Cougars         | 20 | 11 | 5  | 4  | 40 | 18 | +22 | 38   |                                                 |
| 4    | North Village Rams         | 20 | 9  | 4  | 7  | 47 | 21 | +26 | 31   |                                                 |
| 5    | Somerset Trojans           | 20 | 8  | 5  | 7  | 38 | 29 | +9  | 29   |                                                 |
| 6    | Robin Hood FC              | 20 | 8  | 4  | 8  | 41 | 36 | +5  | 28   |                                                 |
| 7    | St. George's Colts         | 20 | 7  | 5  | 8  | 32 | 32 | 0   | 26   |                                                 |
| 8    | X-Roads Warriors           | 20 | 7  | 1  | 12 | 29 | 62 | -33 | 22   |                                                 |
| 9    | Devonshire Colts (R)       | 20 | 4  | 4  | 12 | 21 | 43 | -22 | 16   | Primera División 2022-23                        |
| 10   | Southampton Rangers SC (R) | 20 | 3  | 2  | 15 | 20 | 82 | -62 | 11   | Primera División 2022-23                        |
| 11   | Somerset Eagles RC (R)     | 20 | 2  | 2  | 16 | 24 | 73 | -49 | 8    | Primera División 2022-23                        |